# Shin’ichi Fukuda (Gitarrist)
Shin’ichi Fukuda (japanisch 福田 進一 Fukuda Shin’ichi; * 25. Dezember 1955 in Osaka) ist ein japanischer klassischer Gitarrist und Musikpädagoge.

## Leben
Fukuda hatte zunächst Klavierunterricht und darauf von 1966 bis 1976 Gitarrenunterricht bei Tatsuya Saito. An der École normale de musique de Paris setzte er sein Studium in den Fächern Gitarre bei Alberto Ponce und Musikanalyse bei Narcis Bonet fort und schloss es 1978 mit einem Ersten Preis und dem Konzertdiplom ab. An der Accademia Musicale Chigiana in Siena vervollkommnete er von 1980 bis 1984 seine Ausbildung bei Oscar Ghiglia. Während seines Aufenthaltes in Europa gewann er Preise bei mehreren Gitarrenwettbewerben, u. a. beim Festival International de Guitare de Paris und beim Concurs Internacional de Música Maria Canals Barcelona.
Nach der Rückkehr aus Frankreich lebte Fukuda in Tokio und unternahm von dort aus Konzertreisen u. a. durch die USA, wo er 1992 sein New Yorker Debüt in der Merkin Concert Hall hatte. Geehrt wurde er mit Preisen des japanischen Kultur- und Außenministeriums und der japanischen Regierung. Er spielte die Uraufführungen zahlreicher Gitarrenwerke, darunter All in twilight von Toru Takemitsu (1988), Sonata (1992), Hika in Memoriam of T. Takemitsu (1996) und El Arpa y La Sombra (2005) von Leo Brouwer, Sonata von Sergio Assad (1999), Serenade von Toshio Hosokawa (2003) und Memory of Waves von Ichirō Nodaïra und nahm mehr als einhundert Tonträger auf.
Als Lehrer gibt Fukuda weltweit Meisterklassen und unterrichtete als Gastprofessor an der Musikhochschule Shanghai (seit 2006), der  Musikuniversität von Osaka (seit 2011), der Elisabeth-Musikuniversität in Hiroshima (seit 2014), der Universität Alicante (seit 2014) und an der Showa-Hochschule für Musik (seit 2015). Zu seinen Schülern zählen Akiko Saito, Kaori Muraji, Daisuke Suzuki und Yasuji Ohagi.